# Le Châtelard (Montreux)
Le Châtelard (toponimo francese; dal 1953 al 1961 ufficialmente Montreux-Châtelard) è una frazione del comune svizzero di Montreux, nel Canton Vaud (distretto della Riviera-Pays-d'Enhaut).

## Storia

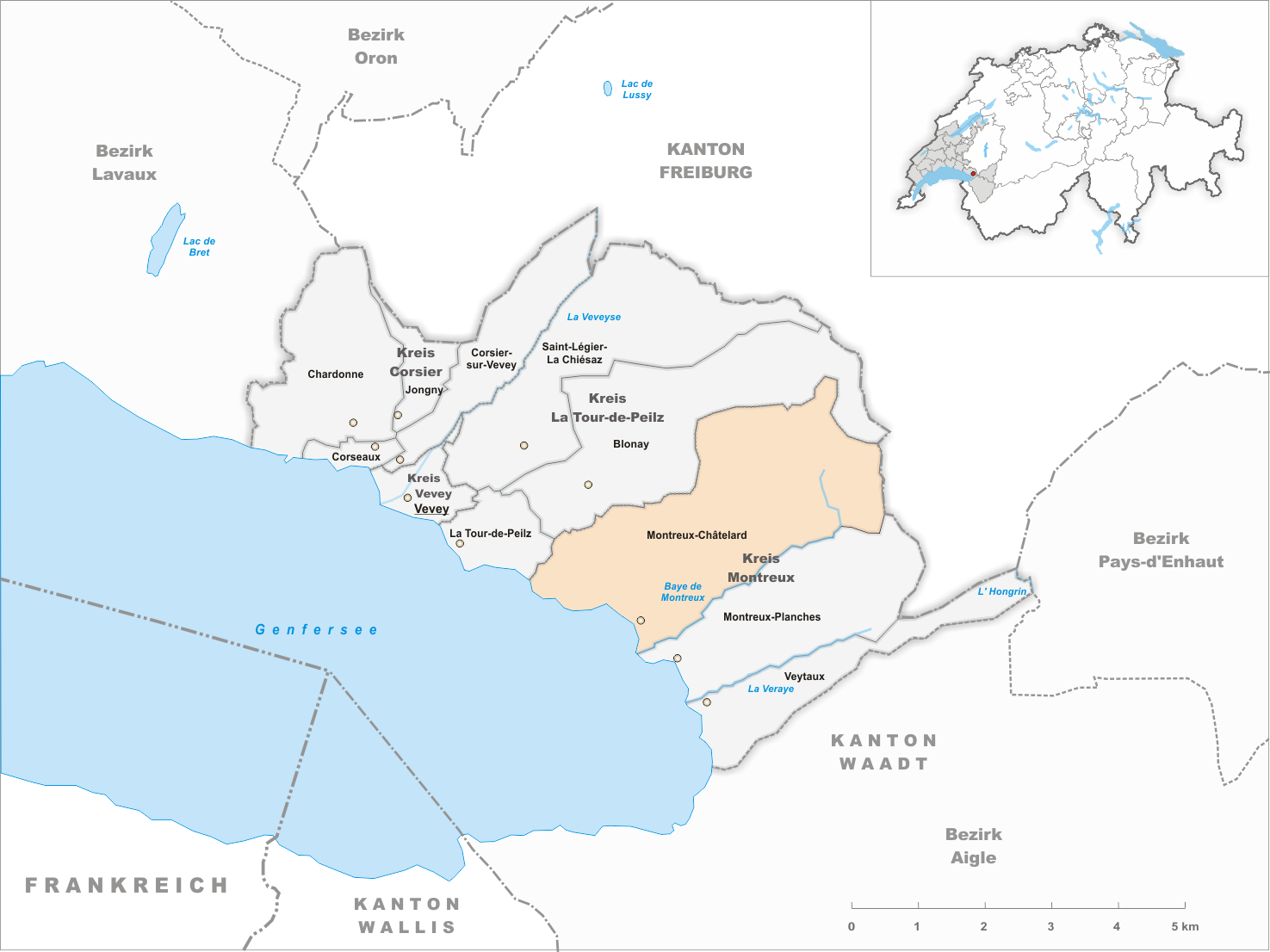
Il territorio del comune di Montreux-Châtelard prima degli accorpamenti comunali del 1962

Già comune autonomo che apparteneva al distretto di Vevey e che comprendeva anche le frazioni di Baugy, Brent, Chailly, Chaulin, Chêne, Chernex, Clarens, Crin, La Rouvenaz, Les Avants, Pallens, Pertit, Planchamp, Sâles, Sonzier, Tavel e Vernex, nel 1962 è stato accorpato all'altro comune soppresso di Les Planches per formare il nuovo comune di Montreux.

## Monumenti e luoghi d'interesse
- Chiesa riformata, eretta nel 1937[1].

## Società

### Evoluzione demografica
L'evoluzione demografica è riportata nella seguente tabella:
Abitanti censiti

## Amministrazione
Ogni famiglia originaria del luogo fa parte del cosiddetto comune patriziale e ha la responsabilità della manutenzione di ogni bene ricadente all'interno dei confini della frazione.